# Nestene
La Nestene ou Conscience Nestene est une extra-terrestre de la série télévisée britannique Doctor Who.

## Présentation
La Nestène est une forme de vie extraterrestre. Elle n'a pas de véritable forme physique, c'est une conscience et elle est polymorphe, prenant la forme des objets dans lesquels elle peut se transférer par ondes cérébrales. Dans l'épisode Rose, elle se trouve dans un puits de plastique en fusion, le plastique y prend des formes qui rappellent parfois un visage aux traits grossiers.

## Histoire
Déjà rencontrée dans un épisode de la première série Doctor Who (épisode Spearhead from Space, non édité en français), elle apparaît dans la seconde série dans Rose, la Nestene se trouve alors dans un puits de plastique en fusion et cherche à envahir la Terre par le biais de mannequins de vitrine convertis en autons. Disposant d'un émetteur dont elle se sert pour projeter sa conscience dans tous les objets faits en plastique par le biais de la grande roue de Londres qui se transforme ici en tant qu'antenne relais. 
Les poubelles et les mannequins prennent alors vie, semant le chaos dans les rues londoniennes. Mickey Smith, le petit ami de Rose Tyler, se fait même enlever et copier par une poubelle Nestene puis la mère de Rose (ainsi que d'autres citadins dans les rues au moment de l'activation des autons), Jackie Tyler se fait attaquer par une armée de mannequins animés par la « conscience ».
La Nestene est sensible à un produit liquide, qui est décrit comme anti plastique et que possède le Docteur, cependant, la Nestene découvre ce liquide en faisant fouiller le Docteur par un de ses autons. C'est donc Rose qui, lancée au bout d'une chaîne, fait tomber le liquide dans le plastique en fusion.
On apprend dans l'épisode La Pandorica s’ouvre que Rory Williams est devenu un auton contrôlé par la conscience Nestene dans le but de tuer Amy Pond et d'enfermer le Docteur dans la Pandorica.